# Liste d'élèves du Berklee College of Music
Vous pouvez aider à l'améliorer ou bien discuter des problèmes sur sa page de discussion.
- Il peut contenir un travail inédit ou des déclarations non vérifiées. Vous pouvez l’améliorer en ajoutant des références. (Marqué depuis janvier 2017)

Vous pouvez aider à l'améliorer ou bien discuter des problèmes sur sa page de discussion.
- Il ne cite pas suffisamment ses sources. Vous pouvez indiquer les passages à sourcer avec {{référence nécessaire}} ou {{Référence souhaitée}}, et inclure les références utiles en les liant aux notes de bas de page. (Marqué depuis décembre 2018)

- Archive Wikiwix
- Bing
- Cairn
- DuckDuckGo
- E. Universalis
- Gallica
- Google
- G. Books
- G. News
- G. Scholar
- Persée
- Qwant
- (zh) Baidu
- (ru) Yandex
- (wd) trouver des œuvres sur Wikidata

Cette page recense des anciens élèves du Berklee College of Music dont la notoriété est reconnue. Les membres de cette liste ont fréquenté Berklee pendant au moins un semestre. Certains membres peuvent également avoir acquis une notoriété dans l'industrie du divertissement sans rapport avec la musique.
* désigne ceux qui n'ont pas obtenu le diplôme de Berklee.

## A
- John Abercrombie (1967)[1]
- Aruna Abrams (en)[2]
- Toshiko Akiyoshi (1959)
- Melissa Aldana (2009)[3]
- Amy Allen (en) (2015)[4]
- Loren Allred[5]
- American Authors
- Franck Amsallem (1984)
- Eric André[6]
- Mulatu Astatke (1959)[7]
- Cyril Atef
- Pedro Aznar (1982)[8]

## B
- Victor Bailey (1979)[9]
- Andrew Bayer (2009)[10]
- Reb Beach (Winger)
- Richie Beirach[11]
- Bryan Beller (1992)[12]
- Sonya Belousova[13]
- Sonia Ben Ammar (2022)[14]
- Peter Bence[15]
- Marco Benevento (en) (1999)[16]
- Jeff Berlin (1978)
- Pierre de Bethmann[17]
- Jeff Bhasker (1999)[18]
- Harmeet Bhatia[19]
- Big Wreck
- Jim Black[20]
- Cindy Blackman (1980)
- John Blackwell (1995)
- Gildas Boclé (1983-1986) (Frères Boclé)
- Jean-Baptiste Boclé (1983-1986) (Frères Boclé)
- Karissa Bone[19]
- Tracy Bonham (1989)
- Sofia Boutella
- Safy Boutella[21]
- Paul Boutin (1994)[22]
- Stephen Bray[23]
- Nick Brignola
- Pedro Bromfman[24]
- Meredith Brooks
- Bobby Broom (1979)
- Bill Brown (1991)
- Dean Brown
- Alex Bugnon[25]
- Gary Burton (1962)
- Mya Byrne[26]

## C
- Eric Calderone (en) (331Erock)
- Will Calhoun (1986)[27]
- Terri Lyne Carrington (1983)
- Philip Catherine (1972)[28]
- Chris Chaney (1991)[29]
- Bill Chase
- Christophe Chassol
- Chris Cheek (1991)[30]
- Chiara Civello (2000)
- Cho PD (1999)[31]
- Alf Clausen (1966)[32]
- Shawn Clement
- The Click Five
- Bruce Cockburn (1965)
- Anat Cohen (1998)[33]
- Avishai Cohen (trompettiste)
- Vinnie Colaiuta (1975)
- Paula Cole (1990)
- Richie Cole[34]
- Phil Collins (1991)[35]
- Jesse Cook
- Julian Coryell
- Rivers Cuomo (Weezer)
- Ann Cusack (1987)[36]

## D
- Gavin DeGraw (1998)*
- Fabien Degryse (1980 - 1982)[37]
- Eli Degibri[38]
- Gavin DeGraw[39]
- Sophie Delila[40]
- Olivier Depierre (1997)[41]
- John DeServio (Black Label Society) (1988)
- Alexandre Desplat*
- Al Di Meola (1974)*
- Ramin Djawadi (1998)[42]
- DOMi[43]
- Gil Dor[44]
- Damian Drăghici (1998)[45]
- Adam Dutkiewicz (Killswitch Engage)

## E
- Kai Eckhardt[46]
- Lindsay Ell
- Empress Of[47]
- Fernand Englebert (1976)[48]
- Maria Entraigues-Abramson (1994)[49]
- Kayla Erhardt[50]
- Booker Ervin*[51]
- Melissa Etheridge* (1980), a également reçu un doctorat honorifique en 2006
- Kevin Eubanks (1979)

## F
- Donald Fagen (1965)*
- Amaury Faye (2014)*[52]
- Spike Feresten (1985)
- Édouard Ferlet[53]
- Rachelle Ferrell (1980)*[54]
- Amina Figarova[55]
- Juan Fernando Fonseca[56]
- Bill Frisell (1977)

## G
- Reeves Gabrels (1980)
- Lucien Gainsbourg
- Matt Garstka[57]
- Frédéric Gassita (en) (1987)
- Olivier Gatto[58]
- Melvin Gibbs[59]
- Richard Gibbs[60]
- Shane Gibson (en) (Korn[61])
- Thom Gimbel (Foreigner[62])
- Michel Giovannetti (Superbus)
- Goapele[63]
- Duško Gojković[64]
- Marta Gómez[65]
- Mick Goodrick (1967)
- Catriona Gray (Miss Univers)[66]
- Camila Grey (Uh Huh Her[67])
- Juan Luis Guerra (1982)

## H
- Jan de Haas (1979 - 1981)[68]
- Axel Camil Hachadi (2014)[69]
- Stuart Hamm
- Jan Hammer (1969)
- Roy Hargrove (1989)*
- Donald Harrison (1981)
- Juliana Hatfield (1990)
- Lalah Hathaway (1994)
- Greg Hawkes
- El Hefe
- Michel Herr (1976)
- Jimmy Herring
- Norihiko Hibino (1997)[70]
- Bruce Hornsby (1974)*[71]
- Rob Hotchkiss (Train[72])
- Steve Houben (1975)[73]
- Sierra Hull (en) (2011)[74]

## I
- Antoine Illouz
- Nick Ingman[75]

## J
- Christian Jacob
- Bob James (1958)*
- Keith Jarrett (1963)*[76]
- Wyclef Jean
- Ingrid Jensen (1989)*
- Quincy Jones (1951)*
- Quincy Jones III

## K
- Kevin Kadish (1991)[77]
- Karmin[78]
- Claude Kelly (2002)[79]
- Kenzie[80]
- Chaka Khan (2004)[81]
- Kiesza[82]
- Billy Kilson[83]
- Katie Kim[84]
- Joseph Koo[85]
- Eva Khadachi
- Michel Korb
- Diana Krall (1983)
- Joey Kramer (Aerosmith) (1971)[86]
- Anna Kova[87]
- Wayne Krantz

## L
- Joe LaBarbera[88]
- Abraham Laboriel (1972)
- Abe Laboriel Jr. (1993)
- Julian Lage (2008)[89]
- Uèle Lamore[90]
- Sonny Lamson (2008)[91]
- Henry Lau
- Laufey (2021)[92]
- Wang Leehom (1999)
- Gene Lees[93]
- Adrianne Lenker (2012) (Big Thief[94])
- Jérôme Leroy
- Daniel Levitin (1979)[95]
- Sébastien Llado
- Chuck Loeb (1976)
- Lisa Loeb
- Henning Lohner[96]
- Charles Loos (1972)[97]
- Jeff Lorber (1971)
- Lionel Loueke (2001)[98]
- Joe Lovano (1972)
- Leroy Lovett
- Jess Wolfe et Holly Laessig de Lucius (en)

## M
- Rudresh Mahanthappa
- Natalie Maines (The Chicks) (1995)*
- Malukah
- André Manoukian
- Aimee Mann ('Til Tuesday) (1980)*
- Michael Manring[99]
- Arif Mardin (1961)
- Rick Margitza
- Charlie Mariano (1951)
- Eric Marienthal (1979)
- Maro[100]
- Branford Marsalis (1980)
- Delfeayo Marsalis (1989)
- Sam Martin[101]
- Guillaume Martineau (2012)
- Harvey Mason (1968)[102]
- John Mayer (1998)*
- Lou McConnell[103]
- Lizzy McAlpine[104]
- Donny McCaslin (1988)
- Steve McCraven batteur de Archie Shepp
- Ben McKee (Imagine Dragons[105])
- Brad Mehldau
- Daniel Mercure
- Pat Metheny (1973 comme élève, 1974 comme professeur)
- Dominic Miller
- Missy Elliott (2019)
- Jun Miyake
- Robert Moog
- Jesus Molina
- Jonathan Mover
- George Mraz (1970)
- Mudge[106]
- John Myung* (Dream Theater) (1986)[107]

## N
- Ferenc Nemeth
- Alex Newell (Glee)

## O
- Kevin Olusola (Pentatonix)
- Jerry "Only" Ciafia (The Misfits)
- Atli Örvarsson (1996)[108]
- Neil Osborne (54-40 (en) (c. 1979)*[109])
- Greg Osby (1983)
- Tim "Ripper" Owens (Iced Earth, Judas Priest)
- Makoto Ozone (1983)[110]

## P
- Niccolò Pacella[19]
- John Paesano (2000)[111]
- Holly Palmer (1992)[112]
- Raphaël Pannier compositeur et batteur de Biréli Lagrène
- Park Bom (2NE1)
- Trey Parker* co-créateur de la série South Park[113]
- Dawaun Parker[114]
- Mané de la Parra
- Lilly Patterson[19]
- Marie Denise Pelletier
- Heitor Pereira*[115]
- Danilo Pérez (1988)
- Charles Pettigrew
- John Petrucci* (Dream Theater)
- Arthur Phillips (1993)[116]
- Al Pitrelli* (Trans-Siberian Orchestra)
- Daniel Platzman (Imagine Dragons)
- Mike Portnoy* (Dream Theater)[117]
- Hasse Poulsen
- Thomas Pridgen (2003) (Mars Volta)[118]
- Park Jae-Sang, plus connu sous le nom de PSY
- Charlie Puth (2013)[119]

## R
- Abby Rain[19]
- David Rawlings[120]
- Sean Reinert (Cynic)
- Niki Reiser[121]
- Emily Remler (1975)*[122]
- Trinity Reyes-Escobar[19]
- John Robinson
- Mj Rodriguez (2011)
- Maggie Rogers
- Wallace Roney (1981)*
- David Rosenthal (1981)[123]
- Sydney Roslin[19]
- Kurt Rosenwinkel (1990)*
- J. R. Rotem*
- Avi Rothbard
- Jordan Rudess* (Dream Theater)

## S
- Philippe Saisse
- Marlon Atari Salomon[19]
- Antonio Sánchez[124]
- Ximena Sariñana (2003)
- Joe Satriani
- Marína Sátti
- Matt Savage[125]
- Tiwa Savage[126]
- Allison Scagliotti (2015)[127]
- Sarah Schachner[128]
- Jacques Schwarz-Bart[129]
- John Scofield (1973)
- Aaron Scott
- Christian Scott (2004)
- Mariana Secca (MARO)
- Michael Semanick (1985)[130]
- Wayne Sermon (Imagine Dragons)
- Sonny Sharrock (1962)[131]
- Derek Sherinian (1984)[132]
- Howard Shore (1969)
- Alan Silvestri (1970)[133]
- Harper Simon
- Allan Slutsky (1978)[134]
- Steve Smith (1976) (Journey)
- Neil Smolar
- Luísa Sobral (2009)
- Emmanuelle Somer (1993 - 1996)[135]
- Alex Somers
- Esperanza Spalding (2005)[136] (à 20 ans, plus jeune professeur de l'histoire de l'établissement)
- Sid Sriram (2008)[137]
- Stanislas
- Mike Stern (1975)
- Joel Stroetzel (Killswitch Engage[138])
- Joe Stump
- St. Vincent (2004)[139]

## T
- Susan Tedeschi (1991)
- Tei Shi
- Jacky Terrasson (1986)
- Evrydíki (Theokléous)
- Dywane Thomas Jr
- Pinar Toprak (2000)[140]
- Meghan Trainor[141]
- Brian Transeau (1990)
- Mark Turner
- Steven Tyler[142]

## U
- Hiromi Uehara (2003)[143]

## V
- Steve Vai (1979)[144]
- James Valentine (Maroon 5[145])
- Jackie Venson (2011)[146]
- Lucas Vidal (2007)[147]
- Miroslav Vitouš
- Margaux Vranken[148]

## W
- Eric Wainaina (en)
- Leehom Wang
- David S. Ware
- Ernie Watts (1966)
- Jeff "Tain" Watts (1981)
- George Wein
- Gillian Welch (1992)
- Kenny Werner (1968)
- Mark Whitfield (1987)
- Brad Whitford (Aerosmith) (1971)
- Diederik Wissels (1978 - 1981)[149]
- Anna Wise (2010)

## Y
- Chihiro Yamanaka[150]
- Stomu Yamashta[151]

## Z
- Rachel Z*
- Geoff Zanelli (1996)[152]
- Marcelo Zarvos (en)[153]
- Joe Zawinul (1959)
- Miguel Zenón (1998)